# Harald T. Nesvik
Harald Tom Nesvik, född 4 maj 1966 i Ålesund, är en norsk politiker (Fremskrittspartiet).
Nesvik var fiskeriminister i Regeringen Solberg 2018 till 2020. Han valdes till stortingsledamot från Møre og Romsdal från 1997 till 2017. Från 2013 var han gruppledare i Stortinget för partiet. Han ställde inte upp vid valet 2017.